# Johan Pedersson Uggla
Johan Pedersson Uggla, född 8 januari 1976 i Köpenhamn, är en svensk-dansk företagsdirektör.
Johan Pedersson Uggla är son till Peder Uggla och Ane Mærsk Mc-Kinney Uggla och bror till Robert Mærsk Uggla. Han är uppvuxen i Stockholm och har liksom sin bror arbetat inom familjeföretaget A.P. Møller-Mærskkoncernen, framför allt som teknisk chef inom koncernens terminalrörelse med placering i Brasilien. 
Johan Pedersson Uggla utnämndes i juli 2010 till biträdande terminalchef i APM Terminals och vicechef för APM Terminals Cargo Services i Århus. Han är gift med den danska Venstre-politikern Laura Hay.